# 20228 Jeanmarcmari
20228 Jeanmarcmari este un asteroid din centura principală de asteroizi.

## Descriere
20228 Jeanmarcmari este un asteroid din centura principală de asteroizi. A fost descoperit pe 3 decembrie 1997 la Caussols, în cadrul proiectului ODAS. Asteroidul prezintă o orbită caracterizată de o semiaxă mare de 2,21 ua, o excentricitate de 0,11 și o înclinație de 0,7° în raport cu ecliptica.